# Anomophysis confusa
Anomophysis confusa là một loài bọ cánh cứng trong họ Cerambycidae.